# كريستيان تاناسي

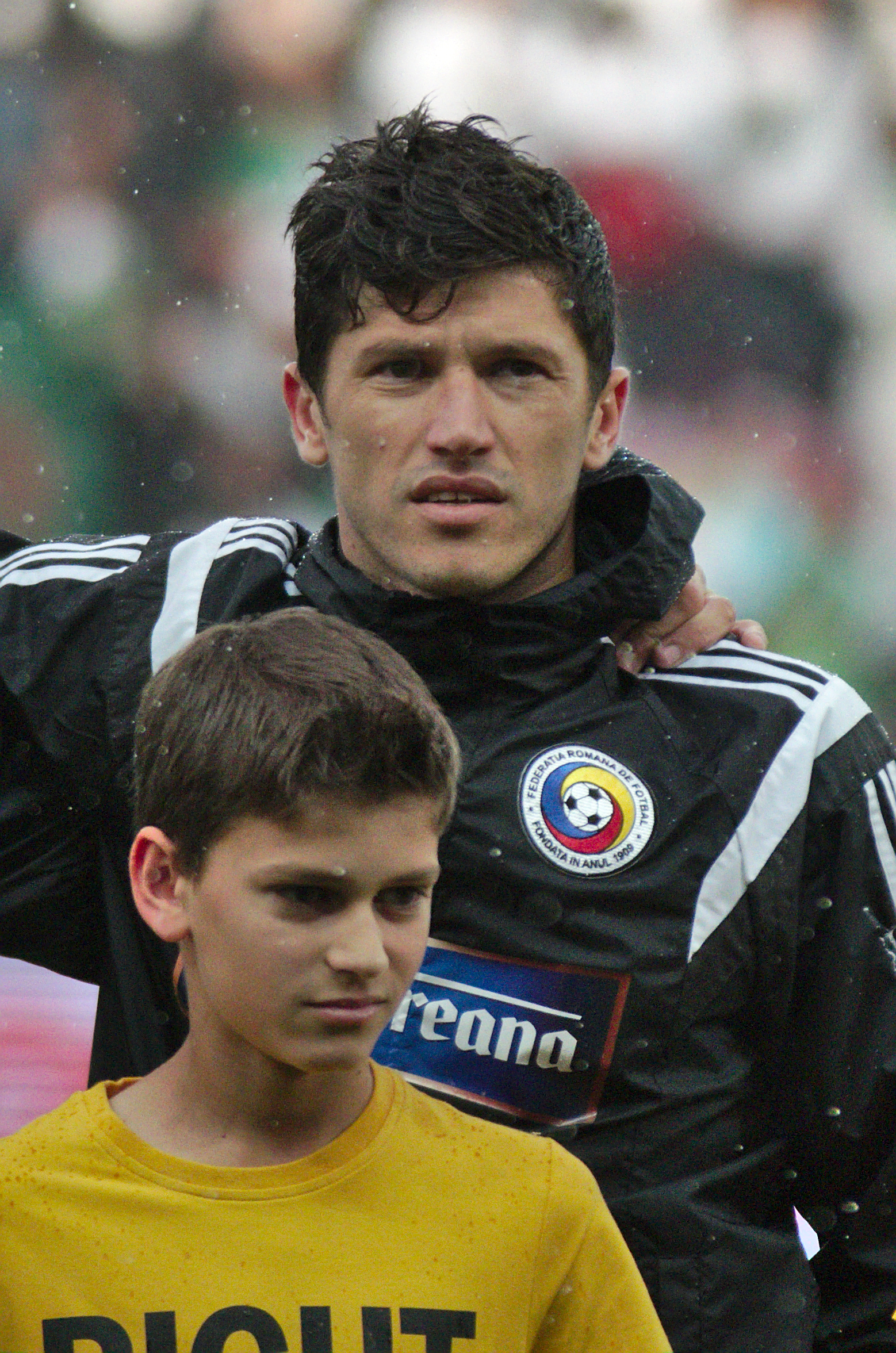
كريستيان تاناسي

كريستيان تاناسي (بالرومانية: Cristian Tănase)‏ (مواليد 18 فبراير 1987 في بيتيشت) لاعب كرة قدم روماني دولي يجيد اللعب في خط الوسط . يلعب حاليا لصالح نادي ستيوا بوخارست الروماني منذ 2009 .

## روابط خارجية
- كريستيان تاناسي على موقع الاتحاد الدولي (مؤرشف)  (الإنجليزية)
- كريستيان تاناسي على موقع الاتحاد الأوربي (الإنجليزية)
- كريستيان تاناسي على موقع اتحاد تركيا (لاعب) (الإنجليزية)
- كريستيان تاناسي على موقع قاعدة بيانات كرة القدم.إي يو (الإنجليزية)
- كريستيان تاناسي على موقع ناشيونال فوتبول تيمز (الإنجليزية)
- كريستيان تاناسي على موقع Soccerway.com (الإنجليزية)
- كريستيان تاناسي على موقع عالم كرة القدم.نت (الإنجليزية)
- كريستيان تاناسي على موقع AS.com (الإسبانية)